# Stagonopleura
Stagonopleura és un gènere d'ocells de la família dels estríldids (Estrildidae).

## Taxonomia
Segons la Classificació del Congrés Ornitològic Internacional (versió 15.1, 2025) aquest gènere està format per tres espècies:
- Diamant maculat (Stagonopleura guttata Shaw, 1796)
- Diamant ocel·lat (Stagonopleura oculata Quoy & Gaimard, 1832)
- Diamant cua de foc (Stagonopleura bella Latham, 1801)